# Christabel Baxendale
Florence Christabel Baxendale (née le 28 décembre 1886 – morte à Bournemouth, fin 1976/début 1977) est une violoniste et compositrice anglaise. Elle fut active au début des années 1900 et donna des concerts dans la région de Londres, parfois avec sa sœur, Kathleen, qui était chanteuse d'opéra.

## Œuvres
Baxendale composa principalement des chansons populaires :
- That Merry, Merry May (setting of a poem by Gerald Massey)
- Plaintive Melody for violin or viola and piano (1951)
- Two little Eyes of blue
- You Came To Me